# 継戦能力
継戦能力（けいせんのうりょく、英: Continuation of war ability or War sustainability）とは、（軍事的な）有事の際に組織的戦闘が継続可能な能力のことを指す。

## 概要
侵略を独力で排除することが困難な場合には、米軍の来援まで持久しなければならない日本にとっては極めて重要な能力である。
2022年10月6日、衆院本会議において、内閣総理大臣の岸田文雄は自身の所信表明演説に対する国民民主党代表の玉木雄一郎の質疑に、日本の継戦能力が必ずしも十分ではないことを政府として初めて認めた。
台湾有事勃発のリスクなど、厳しさを増す安全保障環境を受けて防衛省は継戦能力強化のため弾薬や誘導弾を2027年までに増やしていく方向で調整していることが2022年12月12日に分かった。
上記のようなマクロ観点からの「戦争継続能力」とは別に、ミクロレベルの兵器個々の性能面での「戦闘継続能力」として艦船や戦車などの、弾薬や燃料搭載量、損傷時の冗長性や応急修理の容易さなどを評価していうこともある。